# Антико Лацио-Кодете (Рим)
Антико Лацио-Кодете је насеље у Италији у округу Рим, региону Лацио.
Према процени из 2011. у насељу је живело 214 становника. Насеље се налази на надморској висини од 125 м.